# Calistrat Hogaş
Calistrat Hogaș (né le 19 avril 1847 à Tecuci et mort le 28 août 1917 à Roman) est un écrivain roumain.

## Biographie

### Enfance
Calistrat Hogaș est né Calistrat Dimitriu le 19 avril 1847 à Tecuci dans une fratrie de 11 enfants. Il semblerait que son patronyme ait été changé par la suite durant sa scolarité par son maître d'école afin de le distinguer des autres élèves. Il suivit les cours de l'école élémentaire de son village natal et termina son cursus en obtenant le qualificatif « éminent » et les félicitations des enseignants.
En 1860, sur la recommandation des autorités locales il fut admis comme boursier à l'académie Mihăileanu qui devint par la suite le Lycée national. Parmi ses camarades comptaient des noms connus comme Alexandru Dimitrie Xenopol. Titu Maiorescu fut un de ses professeurs. Tombé amoureux de la sœur d'un de ses camarades d'école, il se mit à écrire des vers sentimentaux. Pendant les années qui suivent, il lut assidument, notamment des auteurs classiques et des écrivains français. Il se plongea dans l'intégrale en italien de la Divine Comédie de Dante.

### Études et l'émancipation
En 1867, il s'opposa à la volonté de sa famille et refusa d'entrer dans les ordres. Ayant terminé ses études au lycée il fut admis à l'université de Iași dans la filière des humanités classiques. Il reçut à nouveau une bourse d'études et compléta ses revenus en dispensant des cours particuliers à de jeunes élèves.
En 1869, il réussit un concours pour occuper le poste de directeur et d'enseignant au nouvellement créé collège de Piatra Neamț. Sa carrière d'enseignant s'étendit sur plus de quatre décennies.
L'année suivante, il accomplit son premier voyage, notamment pour savourer les randonnées souvent solitaires en montagne, visiter les monastères de la région de Neamț et d'innombrables fois le massif de Ceahlău.
En janvier 1871, il épousa Elena Gheorghiu, qui lui donna huit enfants.

### Débuts littéraires et les conflits
En 1874, il fit ses débuts littéraires dans le numéro cinq de la revue Corespondenţa provincială [Correspondance provinciale] avec une poésie intitulée Legenda lăcrămioarei [La légende de la petite larme].
Trois ans plus tard, à la suite de tensions avec sa hiérarchie, il se vit contraint de quitter la direction du collège. Peu de temps après, à la suite d'une enquête administrative, l'établissement fut fermé. Il enseigna à Tecuci, puis à l'école normale de Iași, où il fit la connaissance de Ion Creangă, avant que le collège de Piatra Neamţ ne rouvrît et qu'il ne  récupérât la fonction de directeur. Il fit partie du collège rédactionnel de la revue Asachi, publication scientifique et littéraire relativement hétéroclite. Il y publia des poésies, des articles de critique littéraire mais aussi les premières pages de prose du futur cycle Amintiri dintr-o călătorie [Souvenirs d'un voyage]. La même année il fit la connaissance de Ion Luca Caragiale. Le grand dramaturge appréciait beaucoup sa prose.
Après un nouveau conflit avec les autorités, il enseigna à Alexandria puis à Roman.

### Reconnaissance tardive
En 1893 – 1894, dans la revue Arhiva, sous la direction de son ancien camarade A.D. Xenopol furent rééditées les proses du cycle Amintiri dintr-o călătorie. 
En 1907, poussé par Garabet Ibrăileanu, qui l'appelait « un esthète littéraire de première main » et « le brillant chantre de notre belle Moldavie », il se remit à écrire et publia dans Viaţa românescă [La vie roumaine].
En 1912, Pe drumuri de munte [Sur les routes de montagne] fut édité, mais à cause de trop nombreuses erreurs de typographie l'ensemble du tirage, soit 5 000 exemplaires, prit le chemin du pilon. Deux ans plus tard, une nouvelle édition fut stockée dans l'entrepôt des éditions Viaţa românescă mais tout le stock fut détruit à la suite d'un incendie.
Le 28 août 1917,  Calistrat Hogaș est décédé des suites d'une infection pulmonaire.
En 1921 parurent en volume Amintiri dintr-o călătorie et În Munţii Neamţului [Dans les montagnes de Neamţ] avec une préface de Mihail Sadoveanu. L'année suivante, sur une proposition de Liviu Rebreanu, le livre est couronné du prix de la Société des écrivains roumains.

## Liste des principales œuvres
- Pe drumuri de munte [Sur des chemins de montagne], Iași, 1914
- Cucoana Marieta, Bucarest, 1916
- Floricica, Bucarest, 1916
- Părintele Ghermănuţă [Le prêtre Ghermănuţă], Bucarest, 1916

## Appréciations critiques
Basil Munteanu le définit comme un lettré épris de méditation et de solitude, qualifie son œuvre de mimodrame mythique : « De sa longue errance dans les forêts de la montagne moldave, il a rapporté des récits capricieux et prolixes, où il y a de fines descriptions de paysages, des réflexions sur l'homme et la destinée, de l'humour.»
Il apparaît dans le roman de Garabet Ibrăileanu, Adèle, sous les traits de Dumitriu, infatigable randonneur. Il apparaît également dans la nouvelle de Mircea Eliade, Le Temps d'un centenaire, où l'on apprend qu'il fréquentait le café Select à Piatra Neamț.